# Formicomimus
Formicomimus is een kevergeslacht uit de familie van de boktorren (Cerambycidae). De wetenschappelijke naam van het geslacht werd voor het eerst geldig gepubliceerd in 1897 door Aurivillius.

## Soorten
Formicomimus is monotypisch en omvat slechts de volgende soort:
- Formicomimus mirabilis Aurivillius, 1897